# Inname van Geertruidenberg (1489)
De Inname van Geertruidenberg vond plaats op 31 maart 1489 tijdens de Jonker Fransenoorlog een van de laatste opstanden van de Hoekse en Kabeljauwse twisten.

## Verloop
In de nacht van 30 maart 1489 kwamen 17 kleine schepen voorbij Dordrecht gevaren en 31 maart in de ochtend lagen deze schepen voor de waterpoort van Geertruidenberg. Onder leiding van de heren Jan van Naaldwijk, Jan van Kroonenburg en Frederik van Zevender gingen ze met hun 800 krijgsmannen aan land gewapend met bijlen en de neer gehaalde masten om de stadspoorten mee in te beuken. Achter de poort stonden burgers die zich in het geheim hadden aangesloten bij de Hoeken en met hen mee zouden optrekken. Vervolgens werd meteen de grote kerk ingenomen, die gelijk bij de stadspoort stond om daarna op te trekken naar het stadhuis in het centrum. Daar stonden andere burgers die echter te zwak waren om zich te verweren. Deze werden door de Hoeken ongemoeid gelaten. Daarna verzekerde ze zich van alle wallen en stadspoorten waarna de stad Geertruidenberg een Hoeks bolwerk was.
Op 14 april 1489 werd een plundertocht ondernomen vanuit de stad naar het zuiden richting Breda, alles wat bruikbaar was werd meegenomen vanuit dorpen, boerderijen en gehuchten. De drost van Breda zag het gevaar op tijd naderen en wist een aantal boeren te verenigen om tegen deze Hoekse krijgsmannen op te trekken. De drost wist een aantal plunderaars te pakken te nemen en die werden binnen Breda gebracht om vervolgens onthoofd of opgeknoopt te worden. Er werd in de dagen daarna gesproken over een vredesverdrag tussen de Hoeken en de drost, echter dreigde de drost dat de koning Maximiliaan van Oostenrijk en de hertog Albrecht van Saksen onderweg waren en dat ze eerst Geertruidenberg zouden aandoen om het aan hun zijden te krijgen, prompt werd op 25 april 1489 besloten door de Hoeken om de stad te ontruimen en terug te keren met veroverde buit naar Rotterdam.